# فرانكشتاين (مانغا)
فرانكشتاين (باليابانية: フランケンシュタイン، بالروماجي: Furankenshutain) هي مانغا يابانية من تأليف ورسم جونجي إيتو، نشرت من قبل أساهي سونوراما، في في ثلاثة مجلات مختلفة في سبتمبر عام 1994 حتى عام 1998. تم تجمع فصول المانغا من قبل أساهي سونوراما في مجلد تانكوبون واحد، نشر في 25 يناير عام 1999.

## القصة
فرانكشتاين (باليابانية: フランケンシュタイン، بالروماجي: Furankenshutain )
تدور أحداث القصة عن فيكتور فرانكشتاين هو عالم سويسري يسعى إلى حل ألغاز الحياة، ويقوم بصناعة كائن حي خاص به.
دغن دمية الجحيم (باليابانية: 地獄の人形葬، بالروماجي: Jigoku no Ningyou Sou)
تدور أحداث القصة عن وباء عالمي يحول الفتيات إلى دمى.
ذكريات القرف الحقيقي (باليابانية: リアルウンコノオモイデ، بالروماجي: Real Unko no Omoide)
تدور أحداث القصة عن ذكريات جونجي إيتو في طفولته عندما كان في أحد المهرجانات.